# Nordische Skiweltmeisterschaften 1927/Teilnehmer (Polen)
| Goldmedaillen | Silbermedaillen | Bronzemedaillen |
| ------------- | --------------- | --------------- |
| —             | —               | —               |

Polen nahm bei an Nordischen Skiweltmeisterschaften 1927 in Cortina d’Ampezzo mit einer Delegation von 8 bis 9 Athleten teil, von denen derzeit 7 namentlich bekannt sind.  
Die besten Ergebnisse und auch die einzigen zwei Top-10-Plätze erzielten Bronisław Czech und Andrzej Krzeptowski I mit den Rängen 6 und 9 in der Nordischen Kombination. 

## Die Teilnehmer und ihre Ergebnisse
| Sportler                    | Verein            | Skilanglauf 18 km | Skilanglauf 50 km | Skispringen K-50 | Nordische Kombination |
| --------------------------- | ----------------- | ----------------- | ----------------- | ---------------- | --------------------- |
| Franciszek Bujak            | SN PTT Zakopane   | 26.               | 14.               | –                | –                     |
| Bronisław Czech             | SN PTT Zakopane   | 12.               | –                 | 28.              | 6.                    |
| Stanisław Gąsienica-Sieczka | ON Sokół Zakopane | –                 | –                 | 19.              | –                     |
| Andrzej Krzeptowski I       | ON Sokół Zakopane | 27.               | –                 | 18.              | 9.                    |
| Henryk Mückenbrunn          | SN PTT Zakopane   | –                 | –                 | DNS              | –                     |
| Aleksander Rozmus           | ON Sokół Zakopane | 38.               | –                 | 25.              | 24.                   |
| Kazimierz Schiele           | SN PTT Zakopane   | 30.               | –                 | –                | –                     |
| Władysław Żytkowicz         | SN PTT Zakopane   | 44.               | –                 | 29.              | 25.                   |

Henryk Mückenbrunn war vom polnischen Skiverband für den Skisprungwettbewerb von Cortina nominiert worden. Nach einem Beinbruch beim Sprunglauf in Chamonix war für ihn die Saison jedoch vorzeitig beendet.